# Quabbin Reservoir
Le Quabbin Reservoir est un plan d'eau situé au Massachusetts (États-Unis) qui a été construit entre 1930 et 1939. Il sert de réservoir d'eau principal pour la ville de Boston, avec le Wachusett Reservoir. Il occupe une surface de près de 100 km2. L'eau du Quabbin Reservoir s'écoule dans le Wachusett Reservoir grâce à un aqueduc, le Quabbin Aqueduct.
Son remplissage a entrainé l'immersion de plusieurs villages dont Dana, Enfield, Greenwitch et Prescot ainsi que le déplacement de 2 500 personnes.